# Janne Svensson
Jan Svensson född 1956 i Söderköping. Janne var fotbollsspelare i IFK Norrköping och blev sedermera proffs i en av dåtidens stora klubbar Eintracht Frankfurt. Han var känd som en frän offensiv ytter.
Han spelade sammanlagt 26 landskamper (1979-1985).
Debuten skedde 15 september i EM-kvalförlusten mot Frankrike (1-3) på Råsunda fotbollsstadion inför 14395 betalande åskådare. 
Under landslagskarriären gjorde han fyra mål.
När Eintracht Frankfurt listade sina 55 största profiler genom tiderna så var Svensson en av de namngivna (tillsammans med profiler som Jay-Jay Okocha, Andreas Möller, Thomas Berthold, Bum-Kun Cha med flera). Han gjorde totalt 96 tävlingsmatcher för tyskarna och nätade 16 gånger från sin mittfältsposition. För den statistik-bitne kan också nämnas att han tilldelades 12 gula och ett rött kort under sin sejour i Frankfurt. Debuten skedde för övrigt 12 augusti 1983 i en oavgjord match mot Borussia Dortmund.